# Mihran Hakobyan
Mihran Hakobyan (Stepanakert, 18 febbraio 1984) è uno scultore armeno.
Ha creato il Monumento a Wikipedia a Słubice, la sua prima opera in assoluto.

## Biografia
Mihran Hakobyan nacque a Stepanakert. Suo padre, lo scultore Armen Hakobyan (1941-1990), morì durante la prima guerra del Nagorno Karabakh. Dal 2000 al 2006 studiò scultura presso l'Accademia di Belle Arti di Yerevan. In seguito lavorò come scultore in Armenia e Russia, partecipando a diverse mostre a Stepanakert e Yerevan.
Nel 2001 divenne membro dell'Unione degli artisti della Repubblica del Nagorno-Karabakh. Nel 2011 partecipò a un simposio internazionale sulla scultura a Shusha. Hakobyan crea principalmente sculture in pietra, legno o bronzo. Dal 2010 al 2013 studiò Filologia polacca presso il Collegium Polonicum di Słubice e nel 2012 ricevette una borsa di studio dalla Fondazione polacca Kulczyk.

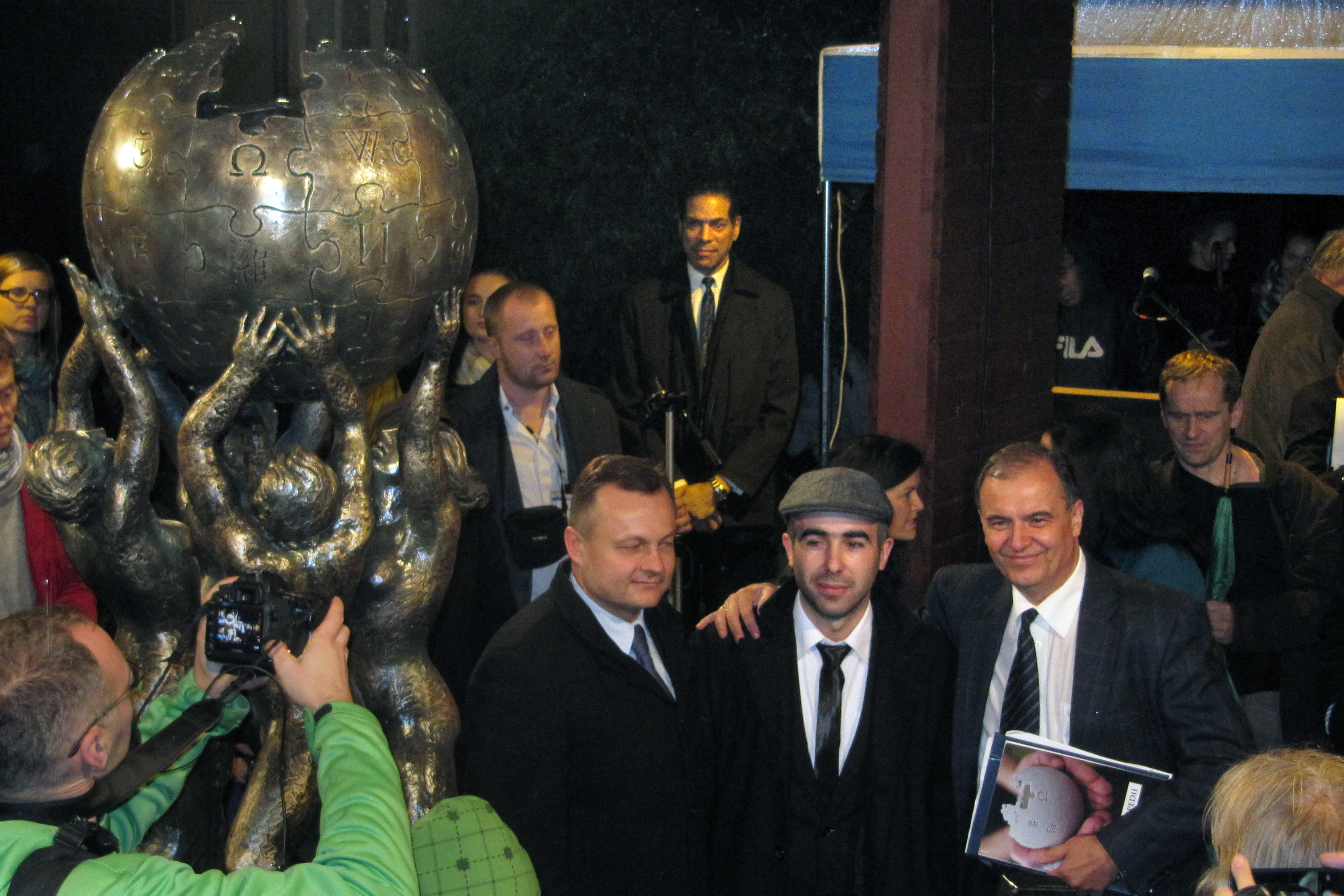
Mihran Hakobyan con il sindaco di Słubice Tomasz Ciszewicz e Krzysztof Wojciechowski

Per conto del direttore del Collegium Polonicum, Krzysztof Wojciechowski, Hakobyan creò il monumento a Wikipedia a Słubice. Il 22 ottobre 2014 il monumento venne inaugurato in Plac Frankurcki (piazza di Francoforte). Tale opera fu finanziata interamente dalla città di Słubice con 62.000 Złoty (15.000 euro).